# Eich (Lucerne)
Pour les articles homonymes, voir Eich.
Eich est une commune suisse du canton de Lucerne, située dans l'arrondissement électoral de Sursee.

Vue aérienne (1964).